# Gračec
Gračec je naselje u općini Brckovljani u Zagrebačkoj županiji.
Smješteno je na državnoj cesti D41 Zagreb-Dugo Selo-Koprivnica, 1 km od Brckovljana, odnosno 6 km sjeveroistočno od Dugog Sela. Smješteno je u mikroregiji Lonjsko-česmanske zavale središnje Hrvatske na 105 m nadmorske visine. Površina naselja iznosi 3.82 četvorna km. Dijelovi naselja su Donji i Gornji Gračec. 
Gračec se prvi puta spominje 1670. godine kao posjed Zrinskih. Ime naselja Gračec dolazi od grada-tvrđe Božjakovine koji se nalazio u blizini. Godine 1802. selo pripada Đuri Draškoviću vlasniku gospoštije Božjakovina. Od 1850. god je u sastavu kotara Dugo Selo, od 60-ih 20. stoljeća u općini Dugo Selo a od 1993. u općini Brckovljani.  U naselju je nekada živjela obitelj Kralj opisana u Cesarčevu djelu "Zlatni Mladić". Od 50-ih godina prošlog stoljeća djeluje Dobrovoljno vatrogasno društvo, a u naselju je i sjedište Vatrogasne zajednice općine Brckovljani.
Gospodarske grane u naselju su: građevinarstvo, poljodjeljstvo, stočarstvo, ugostiteljstvo, pekarstvo i razni obrti. Naselje pripada rimokatoličkoj župi Sv. Brcka iz Brckovljana (Dugoselski dekanat, Zagrebačka nadbiskupija). Poštanski broj naselja je 10370 Dugo Selo.

## Stanovništvo
U Gračecu živi 997 stanovnika u 281 kućanstvu (2001.). Po popisu stanovništva 1981. god. u naselju je živjelo 483 stanovnika, a 1991. god 603.
| broj stanovnika | 203   | 194   | 227   | 317   | 381   | 430   | 474   | 441   | 412   | 391   | 414   | 403   | 485   | 603   | 997   | 1127  | 915   |
|                 | 1857. | 1869. | 1880. | 1890. | 1900. | 1910. | 1921. | 1931. | 1948. | 1953. | 1961. | 1971. | 1981. | 1991. | 2001. | 2011. | 2021. |